# Okina (Alava)
Pour les autres significations, voir Okina.

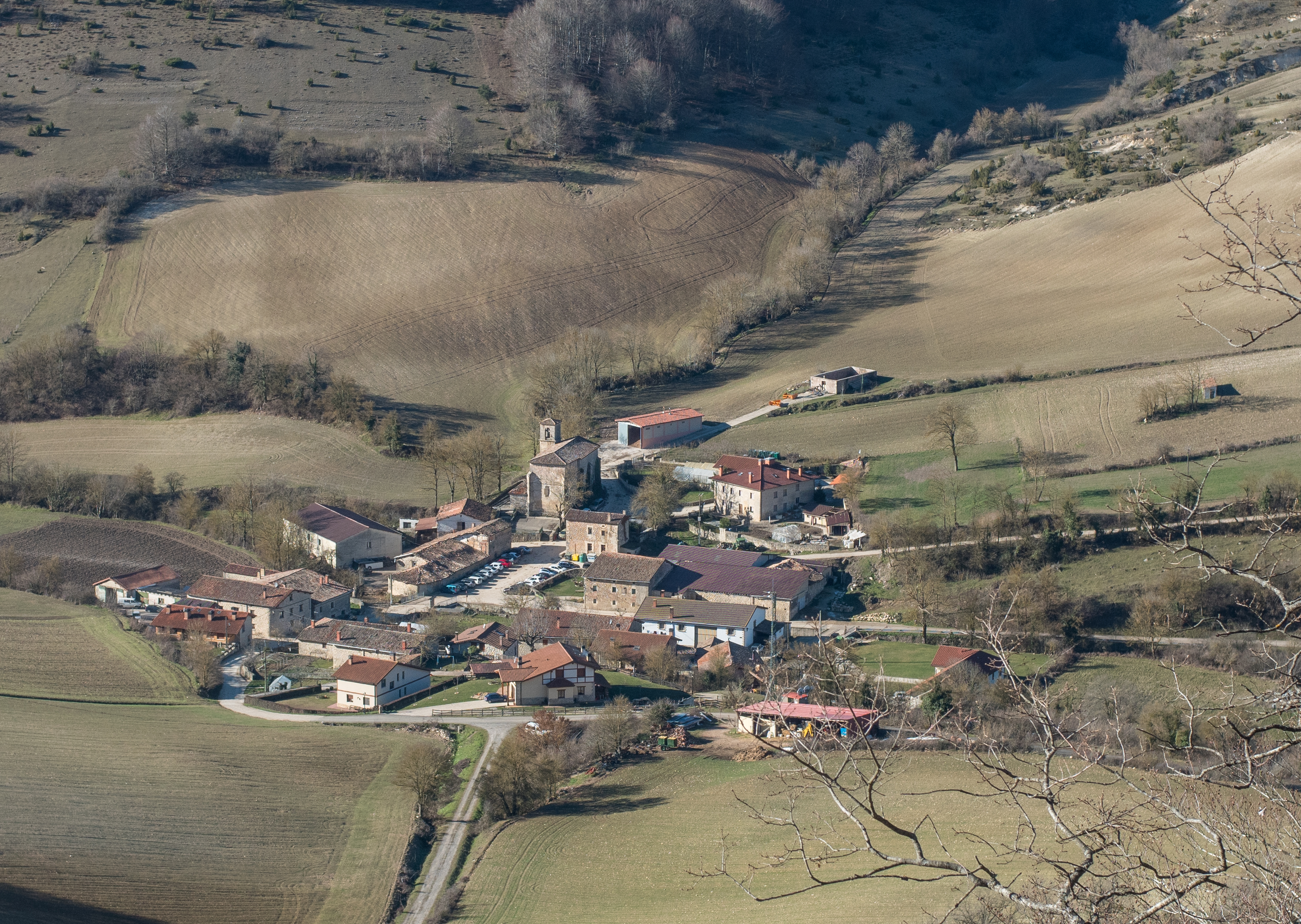
Okina

Okina est une commune ou contrée de la municipalité de Bernedo dans la province d'Alava dans la Communauté autonome basque (Espagne).